# Музей округа Картер
Музей округа Картер (Carter County Museum — музей, расположенный в Икалаке, Монтана, был основан в 1936 году и является первым окружным музеем в Монтане. Музей округа Картер является одним из музеев Тропы динозавров Монтаны, так как содержит уникальные палеонтологические коллекции.
В музее представлены следующие отделы: естествоведческая экспозиция о динозаврах, экспозиция о жизни ранчо и усадеб, комната ветеранов (о людях, участвовавших в войнах с момента основания округа в 1917 году).

## Экспозиции

### Динозавры
Формация Хелл-Крик частично расположена в округе Картер, и сюда каждое лето организуются палеонтологические экспедиции с целью сбора окаменелых останков. Ископаемые остатки из округа Картер находятся во многих научных музеях США. В Музее округа Картер тоже хранится несколько значимых экспонатов, в основном собранных на частных участках в 1930—1940-х годах, включая один из наиболее цельных обнаруженных Edmontosaurus annectens. Здесь также находится полный череп трицератопса.
Выставки о динозаврах составляются из коллекций, хранящихся в фондах музея.

### Краеведение и естествознание
Помимо динозавров, в других выставочных помещениях представлено немало более поздних животных и образцов геологии. В музее представлен широкий спектр экспонатов: огнестрельное оружие, старые предметы техники, фотографии покинутых городов и тысяч первых поселенцев, которые пытались освоиться на засушливой земле.